# Gemeinderat (Niederlande)

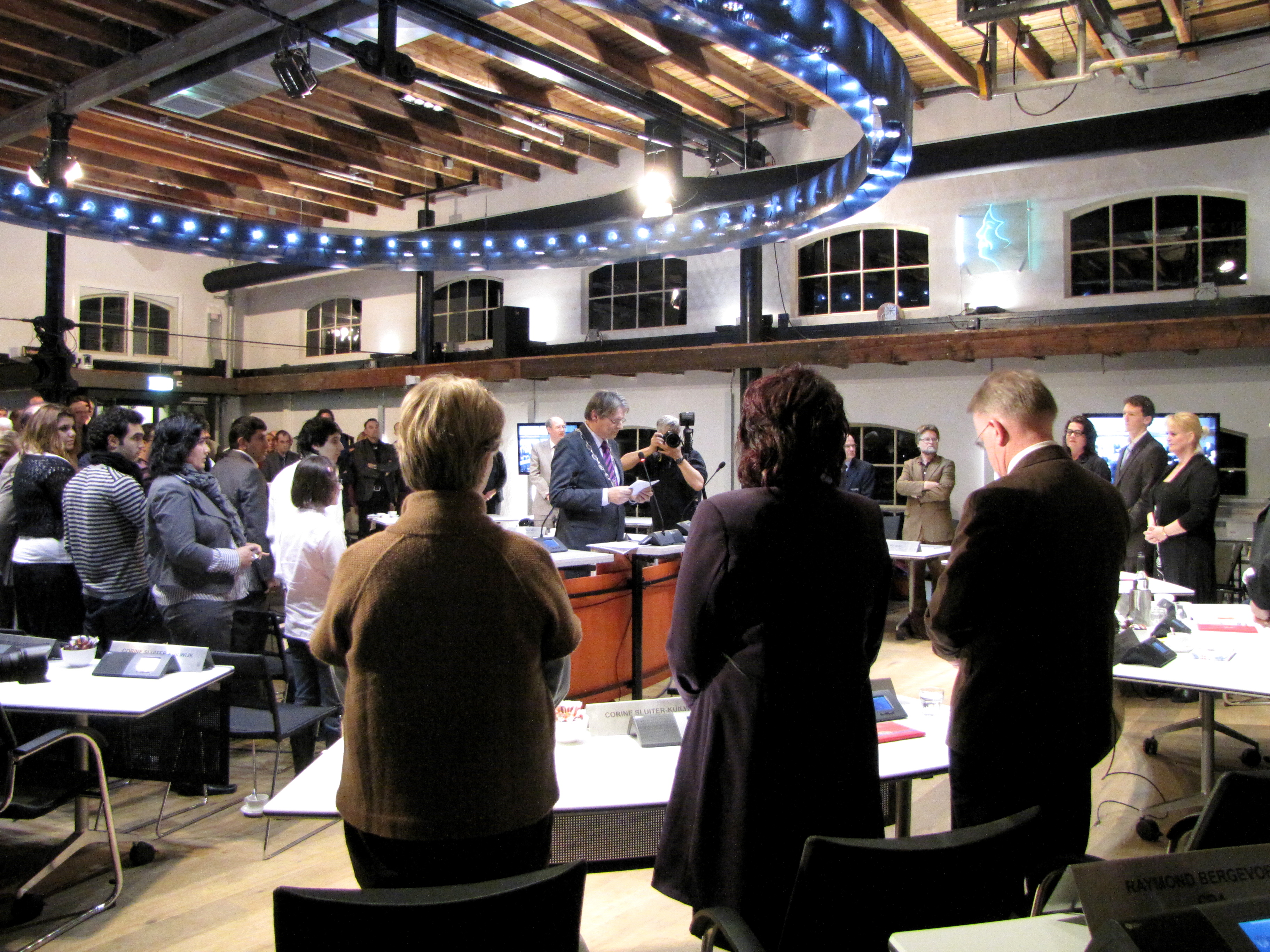
Gemeinde Oude IJsselstreek, März 2010: Bürgermeister Alberse (Bildmitte) vereidigt die Ratsmitglieder (stehend vorn und rechts).

Der Gemeinderat ist in den Niederlanden eines der drei Verwaltungsorgane der Gemeinden.
Er wird alle vier Jahre gewählt. Wahlberechtigt sind alle Einwohner der Gemeinde. Haben sie keine Staatsbürgerschaft der Niederlande oder eines anderen EU-Mitgliedsstaats, müssen sie mindestens fünf Jahre legal in den Niederlanden sesshaft sein.
Der Gemeinderat hat Budget-, Aufsichts- und Verordnungsgewalt und wählt die Beigeordneten, die wethouders. Sie kommen in der Regel aus den lokalen Parteien, dürfen aber nicht gleichzeitig dem Gemeinderat angehören. Zusammen mit dem Bürgermeister, den die Reichsregierung ernennt, bilden sie das college van burgemeester en wethouders, die Gemeinderegierung.
Seit der Wet dualisering gemeentebestuur (Gesetz zur Dualisierung der Gemeindeleitung) von 2002 muss ein Gemeinderat einen Beamten einstellen, den griffier. Er ist das Gegenstück zum secretaris des college und soll die Eigenständigkeit des Rates gegenüber der Gemeindeverwaltung verbessern.

## Belege
1. ↑  www.minbuza.nl/de/wissenswertes/wissenswertes,staat-und-verwaltung (Memento vom 16. Juni 2008 im Internet Archive) Absatz 4.2.
2. ↑  Kieswet (Memento des Originals vom 13. Juli 2021 im Internet Archive)  Info: Der Archivlink wurde automatisch eingesetzt und noch nicht geprüft. Bitte prüfe Original- und Archivlink gemäß Anleitung und entferne dann diesen Hinweis., Art. B 3, Abruf am 20. März 2011.
3. ↑  Landelijke Werkgroep Rechtspositionering: De (rechts)positie griffie(r) in het decentrale bestuur. Een handreiking. SDU Uitgevers Den Haag [2009].